# ماتيوس دانتاس
ماتيوس دانتاس (بالبرتغالية: Matheus Dantas‏) هو لاعب كرة قدم برازيلي في مركز الدفاع، ولد في 5 سبتمبر 1998 في ماتو غروسو دو سول في البرازيل. لعب مع نادي فلامنغو.

## وصلات خارجية
- ماتيوس دانتاس على موقع قاعدة بيانات كرة القدم.إي يو (الإنجليزية)
- ماتيوس دانتاس على موقع Soccerway.com (الإنجليزية)